# Pseudoglenea densepuncticollis
Pseudoglenea densepuncticollis – gatunek chrząszcza z rodziny kózkowatych i podrodziny zgrzypikowych. Jedyny przedstawiciel rodzaju Pseudoglenea.

## Zasięg występowania
Gatunek ten występuje na Borneo.